# Hype Machine
Hype Machine es un agregador de blogs de música creado por Anthony Volodkin.

## Historia
Hype Machine fue originalmente una base de datos de música creada en 2005 por Anthony Volodkin, entonces estudiante de segundo año de informática en Hunter College. El sitio nació de la frustración de Volodkin con las revistas de música y las estaciones de radio. Dijo: «Descubrí blogs de MP3 como Stereogum y Music for Robots. No podía creer que hubiera gente dedicando su tiempo a escribir sobre música, poniendo pistas para que pudieras escucharlas. Y pensé, tiene que haber una manera de unir todo esto». En 2005, Volodkin envió la dirección de su sitio a pioneros en el dominio de la música en línea, incluido Lucas Gonze de Webjay, para obtener comentarios. En lugar de enviar una respuesta, Gonze y otros publicaron el enlace en línea. Volodkin observó: «[Hype Machine] se lanzó sin haber sido lanzado nunca».
Hype Machine tuvo una asociación publicitaria con BuzzMedia hasta 2014, cuando cambió a Townsquare Media.

## Estructura del sitio
La estructura de Hype Machine ha sido descrita como una «fusión de Pandora Radio y Pitchfork Media». Agrega las canciones publicadas más recientemente de una selección de blogs de música (alrededor de 800) y las enumera en la página principal del sitio web. Los usuarios tienen la posibilidad de «amar» las canciones, lo que guarda la canción en su lista de favoritos. El sitio tiene trece géneros diferentes para seleccionar música. Los usuarios también pueden seleccionar las pistas «Últimas» de categorías que incluyen «Más recientes», «Solo remezclas», «Sin remezclas» y blogs en el país del usuario. Hype Machine también proporciona un directorio completo de los blogs de los que se deriva su base de datos de música. Además, Hype Machine mantiene una Lista Popular para los últimos tres días y la semana anterior, las cuales están determinadas por la cantidad de «me encanta» que los usuarios le dan a cada canción. En 2007, el sitio presentó Music Blog Zeitgeist, que agrega las listas anuales de «Lo mejor de»de los blogueros de música, además de utilizar sus propios datos para crear listas de los 50 mejores artistas, álbumes y canciones del año. En marzo de 2008, el sitio agregó una sección de Historial de escucha, que permite a los usuarios ver qué canciones han escuchado recientemente sus amigos.
Encima de cada canción se proporcionan enlaces a minoristas de música en línea como eMusic, Amazon e iTunes, que permiten a los usuarios comprar la pista. La comisión de cada venta es una de las principales fuentes de ingresos de Hype Machine. En enero de 2010, The Hype Machine se asoció con SoundCloud, lo que permitió a los sellos ofrecer a los bloggers musicales pistas nuevas y prelanzadas.

## Aplicaciones
Hype Machine lanzó una aplicación para iPhone el 11 de mayo de 2011 y una versión para BlackBerry 10 en 2013.

## Recepción
El tráfico de Hype Machine ha crecido de manera constante desde su lanzamiento en 2005. Ha sido perfilado por CNN, Wired y The Guardian. Fue incluido en la lista de The Guardian de 100 sitios web esenciales de 2009, uno de los cuatro sitios orientados a la música que recibieron mención. Fred Wilson calificó el sitio como «lo mejor que le ha pasado a la música desde The Rolling Stones» y los «Technorati para la música». El fundador de Gawker Media, Nick Denton, llamó al sitio «el futuro de todos los medios».